# Dijalektologija
Dijalektologija je jezikoslovna disciplina kojoj su predmet proučavanja narječja i dijalekti kojega jezika u sadašnjemu razvojnome stanju (sinkronija) i njihovome povijesnome razvoju (dijakronija). Osim genetskih značajki pojedinoga idioma, dijalektologija proučava i druge varijante i tipove jezika što može uključivati generacijska, socijalna, naobrazbena i druga obilježja. Dijalektološkim se istraživanjima nastoji prikupiti što više podataka o nekome govoru i opisati ga na fonološkoj, morfološkoj, sintaktičkoj i leksičkoj razini. Temeljem se takva opisa određuje pripadnost govora dijalektu, ali i dijalekta narječju.

## Dijalektologija kao jezikoslovna disciplina
Sâm je termin grčkoga podrijetla i u hrvatski je ušao posredstvom latinskoga. Grčka je riječ dialectología u latinski preuzeta kao dialectología (znanje o govoru) što je pak u hrvatskome dalo dijalektologija.
Ova se jezikoslovna disciplina pojavljuje u 19. st. i usko je vezana uz jezikoslovnu koncepciju mladogramatičara koji su na dijalekatsku raznolikost gledali kao na raspadanje i cijepanje nekada jedinstvenoga jezika. Danas se u toj raznolikosti traže pravilnosti prema kojima jezične jedinice stupaju u međusobne odnose i njihovim se uspoređivanjem utvrđuje srodnosti dijalekata, narječjā i jezikā.
Utvrđivanje srodnosti idiomā smješta dijalektologiju u domenu genetske lingvistike u koju još ulazi i poredbeno-povijesno jezikoslovlje. Zadaća je dijalektologije opisati konkretan govor nekoga mjesta i potom grupirati međusobno povezane govore u dijalekte, dijalekte u narječja te nakraju odrediti pripadnost narječja ovome ili onome jeziku. Poredbeno-povijesno se jezikoslovlje nastavlja na dijalektologiju i utvrđuje sličnosti među jezicima grupirajući ih u jezične porodice.

## Dijalektološko istraživanje
Dijalektološko se istraživanje može vršiti pomoću upitnikā, ili dijalektolog izlazi na teren i sluša, snima i bilježi značajke proučavanoga govora kako bi kasnije mogao obraditi prikupljene podatke. Ispitanika se može tražiti da sam govori o nekoj temi (rad na zemlji, hrana), ili se mogu započinjati rečenice koje će ispitanik dovršavati; postoje i drugi načini, ali bitno je da odgovori sadržavaju jezične značajke koje dijalektolog želi provjeriti.[nedostaje izvor]
Važnost dijalektologije nije samo u iznošenju osobina pojedinih govora, dijalektologija utječe i na razvoj jezikoslovne teorije pa se uz ovu jezikoslovnu disciplinu veže pojava geografske lingvistike. Dijalektologija se prva počela zanimati i za probleme jezičnoga sustava u bilingvnoj sredini u kojoj se usporedo govori dvama različitim sustavima što je rezultiralo razvojem kontaktne lingvistike.

## Odnos narječja i jezika
Narječje se može smatrati i pravim (totalnim) jezikom, današnji su slavenski jezici nekada bili narječja praslavenskoga jezika, a razlike su se s vremenom produbljivale te se danas na njih gleda kao na posebne jezike. Tomu u prilog ide i činjenica što je svaki standardni jezik temeljen na nekom narječju, ali se uvijek narječje razlikuje od standardnoga jezika. Hoće li koji idiom imati status jezika ili narječja ovisi isključivo o povijesnim, političkim i sociološkim prilikama.

## Dijalektološki atlas
Dijalektološki atlas je skup geografskih karata koje prikazuju regionalnu distribuciju i granice određenih karakteristika nekoga narječja. Posebno su se živo izdavali krajem 19. i početkom 20. st. za germanske i romanske jezike. Na geografskoj bi se karti iscrtale izoglose – linije koje označavaju granice između prostora rasprostiranja dvaju jezičnih jedinica istoga oblika i ekvivalentne upotrebe. O jednome dijalektu se govori tamo gdje su izoglose paralelne, blizu su jedna drugoj ili čine snop. Gdje su linije udaljene riječ je o različitim dijalektima.
Izradu jednoga od prvih atlasa započeo je Georg Wenker (1852 – 1911) vodeći se mišlju Nikolaja Trubeckoja iznesenom u djelu Pholonlogie et géographie linguistique u kojem se naglašava važnost fonologije u dijalektološkim istraživanjima. Wenker je pretpostavio da će granice među mjesnim govorima biti oštre i da će se to vidjeti na kartama. Međutim, izoglose su na kartama bile nepravilne i raštrkane, ponekad se čak nisu niti dale utvrditi. Pokazalo se da nema "čistih" narječja i dijalekata, postoje samo miješanja i ukrštavanja jezičnih činjenica.